# Bijob
Bijob eller bibeskæftigelse er en erhvervsmæssig beskæftigelse udført og sædvanligvis aflønnet ved siden af ens egentlige arbejde. Bijobs kan give et supplement til en persons indkomst, og det kan være en nødvendighed or visse personer, hvis deres primære job ikke giver en høj nok indkomst til at dække alle udgifterne, eller det kan blot en ekstra beskæftielse for at tjene flere penge. Et bijob kan være fuldtid, deltid eller freelance.
I USA er bijob blevet udbredte grundet stagnering af lønninger og lave lønstigninger, der ikke har fuldt med stigningerne i leveomkostniger, og næsten en tredjedel af personer med bijob er afhængig af dem for at betale deres udgifter. Næsten halvdelen af alle amerikanere har et bijob, inklusive 43% af alle fuldtidsansatte.
En udbredt årsag til at folk har bijob er for at øge den disponible indkomst.
I Storbritannien har 60 % af studerende et bijob, og 43% var afhængig af deres bijob for at betale husleje.
I Danmark har dommeres indtægtsgivende bibeskæftigelse været reguleret ved lov siden 2006, og det såkaldte Bibeskæftigelsesnævn varetager en række opgaver i den forbindelse.